# Professor X
Il Professor X, il cui vero nome è Charles Francis Xavier, è un personaggio dei fumetti statunitensi creato da Stan Lee e Jack Kirby nel 1963, pubblicato dalla Marvel Comics.
È il fondatore del gruppo degli X-Men, che ha come principio l'esistenza pacifica tra i mutanti e gli esseri umani.
È un potente telepate che può leggere, controllare e influenzare le menti umane e creare illusioni. Genio naturale, è anche un'autorità nel campo della genetica, delle mutazioni e dei poteri psichici. La sua opinione è reputata favorevolmente anche in altri campi delle scienze biologiche, fisiche, tecnologiche e chimiche e possiede grandi capacità anche nella realizzazione di equipaggiamenti per utilizzare e potenziare i poteri psichici.
Lungimirante, Xavier ha dedicato la sua vita ad aiutare i mutanti ad imparare a convivere con i propri poteri e ad aiutare gli esseri umani privi di poteri a convivere pacificamente con loro, senza paura uno dell'altro.
Sebbene sia un personaggio positivo, in storie più recenti stanno emergendo alcuni lati oscuri del suo passato, in cui pare che il suo comportamento non sia stato sempre irreprensibile.
Ha un fratellastro di nome Cain Marko alias il Fenomeno che per anni è stato nemico degli X-Men prima di redimersi.
Il sito web IGN ha inserito il Professor X alla 22ª posizione nella classifica dei cento maggiori eroi della storia dei fumetti, dopo The Spirit e prima di Raffaello.

## Biografia del personaggio
Charles Francis Xavier è figlio del fisico nucleare Brian Xavier e di Sharon Xavier. Le radiazioni assorbite dal padre faranno sì che Charles si ritrovi con enormi poteri mutanti, ovverosia la capacità di leggere il pensiero. Dotato anche di un'intelligenza superiore alla norma, Charles diventerà in breve tempo uno studente ed un atleta di primo livello, solo per ritirarsi dalle competizioni credendo che il suo potere mutante gli donasse un vantaggio troppo grande sui semplici umani.
Dopo la morte del marito, Sharon si risposerà con Kurt Marko, suo collega, che porterà con sé suo figlio, Cain. Estremamente geloso e rancoroso nei confronti di Charles, Cain disprezzerà per anni il fratellastro, credendo che il padre amasse di più quest'ultimo. Dopo la morte di Kurt, che si sacrificherà per salvare i due figli da un incendio nel suo laboratorio, Cain si allontanerà ancora di più dal fratellastro, diventando in seguito il criminale mistico noto come il Fenomeno.
Fin da giovane ha sempre sognato una convivenza pacifica tra i mutanti e gli uomini comuni, cercando di vincere, tramite l'istruzione e l'informazione, la diffidenza e la paura che questi ultimi provano verso i primi. In gioventù Charles fu accompagnato nella lotta per questa causa da Erik Lensherr (il futuro Magneto) che lo aiutò a costruire Cerebro, una macchina che potenziava i suoi poteri telepatici e che permetteva a Charles di rintracciare mutanti da tutto il mondo.
In seguito però Erik si convinse che la convivenza tra le due specie era impossibile e che l'homo sapiens, data la sua inferiorità genetica, doveva sparire per fare largo alla specie mutante (homo superior); questa divergenza di opinioni cambiò radicalmente i rapporti tra i due, che da amici divennero rivali.
Successivamente Xavier fu reso paraplegico da un incidente, che venne rivelato in seguito causato dal supercriminale alieno Lucifero. Conseguì la laurea presso l'Università di Oxford.
Aiutò Tad Carter a scappare da persone che volevano ucciderlo e lo invitò ad unirsi a lui. Qui però viene solo citato come un potente mutante e per un attimo intravediamo il suo volto. Questa è in effetti la sua prima apparizione.
Decise allora di fondare la scuola per giovani dotati, un istituto dove insegnava a giovani e spaventati mutanti a comprendere la loro vera natura e ad imparare ad usare saggiamente i propri poteri. Per poter contrastare i piani criminali di dottor Schmidt, un mutante con l'ambizione di dominare il mondo scatenando la terza guerra mondiale, e che durante la seconda guerra lavorò a fianco dei Nazisti, dove scovò e torturò il giovane Erik Lehnsherr (Magneto), Xavier formò gli X-Men, un gruppo formato dai suoi studenti per contrastare le minacce dei mutanti con intenzioni criminali.
Il primo gruppo, composto dai suoi primi studenti, era formato da: Scott Summers alias Ciclope, Warren Worthington III detto Angelo, Henry McCoy soprannominato Bestia, Robert Drake ovvero l'Uomo Ghiaccio e infine da Jean Grey chiamata Marvel Girl. Xavier addestrò i ragazzi nell'usare i loro poteri in combattimento, e gli X-Men divennero presto gli ambasciatori del suo sogno di uguaglianza, proteggendo gli stessi cittadini che li emarginavano bollandoli come mostri.
Successivamente, avendo trovato tramite Cerebro un potentissimo mutante, un'isola vivente chiamata Krakoa, Xavier mandò gli X-Men ad investigare. Furono tutti catturati, tranne Ciclope, che riuscì a tornare alla scuola. Allora Xavier, per salvarli, cercò e trovò altri mutanti di varia nazionalità: il russo Pjotr Rasputin (Colosso), la keniota Ororo Munroe (Tempesta), l'apache John Proundstar (Thunderbird), il canadese Logan (Wolverine), il tedesco Kurt Wagner (Nightcrawler), l'irlandese Sean Cassidy (Banshee) e il giapponese Shiro Yoshida (Sole Ardente).
La nuova squadra riuscì a sconfiggere Krakoa e a riportare a casa i vecchi X-Men, i quali però appena tornati lasciarono la scuola, ad eccezione di Ciclope, che diventò il capo dei nuovi X-Men.
I due amori più importanti della sua vita sono stati la Dottoressa Moira MacTaggert, una scienziata, che si occupava di fisiologia mutante e Lilandra, imperatrice di una specie aliena chiamata Shi'ar. Da citare sono anche l'amante Amelia Voght, una terrorista mutante, e Gabrielle Haller, un'ambasciatrice israeliana da cui ha avuto il figlio Legione.
Per seguire Lilandra nello spazio, Xavier lasciò la guida degli X-Men proprio a Magneto, che in quel periodo cercava di redimersi; tuttavia presto Magnus tornò sui suoi passi e Xavier, di ritorno sulla Terra, riprese la guida del gruppo.
Xavier ha una sorella del tutto identica a lui chiamata Cassandra Nova, che credeva morta alla nascita. Prendendo il controllo del corpo del fratello, fu responsabile del bombardamento su Genosha, che uccise sedici milioni di mutanti, e per poco non uccise lui e gli X-Men.
Sempre nei panni di Charles, Cassandra Nova attaccò anche Lilandra e tutto l'impero Shi'ar, tant'è che in seguito quest'ultima attaccò il suo amato ritenendolo il responsabile delle azioni perpetrate dalla perfida sorella. Tuttavia da questa tremenda esperienza, Charles ne ricavò un importante beneficio: durante il periodo in cui Nova controllava il suo corpo, guarì la sua paralisi, grazie ad un fattore di guarigione simile a quello di Logan, e Charles recuperò dopo anni l'uso della gambe (evento narrato in X-Men: Genesi letale).
Charles Xavier è molto amato dai tutti suoi studenti (in modo particolare da Jean e Scott, che lo ritengono un padre) ed è una figura autorevole nel mondo dei supereroi; difatti, per la sua morale ed il suo rigore è divenuto un membro degli Illuminati al pari del Dottor Strange, di Tony Stark, di Reed Richards e di due monarchi come Namor il Sub-Mariner e Freccia Nera, assieme ai quali ha preso parte a riunioni segrete che hanno deciso l'esito di molte minacce alla comunità dei supereroi, mutanti e non.
Pur non essendo presente al momento della votazione, Xavier fu d'accordo con la decisione di esiliare Hulk dalla terra, guadagnandosi il rancore del Golia verde.
In seguito agli eventi di House of M il Professor X è prima sparito, per poi ricomparire improvvisamente rivelando che è stato privato dei suoi poteri da Wanda Maximoff, ma che ha riacquisito completamente le sue abilità motorie.
Dopo che Ciclope ha scoperto che gli aveva nascosto l'esistenza del suo secondo fratello Gabriel, il mutante noto come Vulcan, ha espulso il suo ex mentore dalla scuola degli X-Men. Xavier è quindi partito con una squadra di mutanti per la galassia Shi'ar nel tentativo di fermare lo stesso Vulcan, desideroso di vendetta verso gli alieni che l'hanno tenuto a lungo imprigionato. Durante lo scontro tra gli X-men e la guardia imperiale guidata dal neo-imperatore Vulcan viene lanciato all'interno del cristallo M'Kraan dove, prima di essere salvato da Darwin, riacquista i poteri mentali persi.

### World War Hulk
Hulk si presenta allo Xavier Institute per chiedere a Charles come avrebbe votato, qualora fosse stato presente alla riunione con gli Illuminati che hanno deciso il suo esilio; il professore ammette onestamente che era d'accordo con mandarlo nello spazio, almeno momentaneamente, e si arrende al Golia Verde. Nonostante la sua decisione, tutti i suoi studenti (gli X-Men, X-Factor, Excalibur ecc.) e Cain Marko decidono di attaccare Hulk per impedire che questi rapisca il loro insegnante, ma poi vengono tutti sconfitti.

### Messiah Complex
Mentre stava usando Cerebro, il professore viene a sapere della nascita di un nuovo, potentissimo mutante, il primo nato dopo la decimazione: manda allora una squadra a recuperarlo, ma al loro arrivo gli X-Men trovano la cittadina messa alle fiamme dai Purificatori di William Stryker. Ciclope allora organizza le ricerche del neonato, lasciando però Charles fuori dalle operazioni, isolandolo e non informandolo delle decisioni prese, questo perché la rottura tra Scott e il professore non si è ancora sanata. Durante la scena finale, Xavier viene accidentalmente colpito alla testa da un proiettile sparato da Alfiere, e subito dopo il suo corpo scompare.
Sopravvissuto al colpo ma ridotto in coma, viene guarito da Exodus che ripara la sua mente ma lasciandolo con alcune amnesie.

### Secret Invasion
Anche Xavier viene convocato da Iron Man per decidere cosa fare del cadavere dello Skrull che si era spacciato per Elektra. Il Professor X è il più sorpreso di tutti nello scoprire che Freccia Nera è in realtà una spia Skrull, in quanto la sua telepatia non lo aveva scoperto: infatti in qualche modo gli alieni hanno escogitato un metodo per far apparire i loro pensieri identici a quelli delle persone che fingono di essere. Questo ha fatto sorgere numerosi dubbi nella mente degli Illuminati: che fine ha fatto il vero Freccia Nera? Da quanto tempo è stato sostituito? Non potendo più fidarsi più l'uno dell'altro, gli Illuminati si sciolgono, andando ognuno per la sua strada.
In seguito, combatte gli invasori a San Francisco insieme agli X-Men.

### Utopia
Durante l'arrivo di Norman Osborn a San Francisco, Bestia viene avvicinato telepaticamente da Xavier, tenuto prigioniero nell'isola di Alcatraz, mentre Osborn, spalleggiato da Mystica con le sembianze del Professore, mostra alla stampa Ciclope e gli X-Men come violenti rivoltosi e li invita a consegnarsi alle autorità.

### AVX
Durante lo scontro tra i Vendicatori e le Fenici Ciclope ed Emma Frost, Xavier viene ucciso da Scott Summers (corrotto dalla Fenice).
Alla fine della battaglia, Capitan America dice a Ciclope che avrebbe potuto esserci un futuro tra X-Men e Avengers, ma di non considerare ciò una vittoria - affermando che ha ucciso una delle migliori persone che lui abbia mai incontrato. Detto questo, Cap chiede a Wolverine se voleva aggiungere qualcosa. Wolverine replicò di no e affermò di avere un elogio funebre da leggere.
Dopo la sua morte, il Teschio Rosso (un clone molto più giovane dell'originale), con l'aiuto di alcuni mutanti, trafuga il corpo del defunto Xavier per farsi innestare parti del suo cervello ed ottenere i suoi poteri telepatici, ma verrà sconfitto dai nuovi Incredibili Vendicatori e costretto alla fuga. 

### Axis
Durante la battaglia col Teschio Rosso ed i suoi uomini, Magneto ucciderà il criminale che risorgerà come Onslaught Rosso. Scarlet e Doctor Strange tentano così una mossa disperata: risvegliare il lato buono del cervello di Charles Xavier (ancora presente nella mente del Teschio Rosso) tramite un incantesimo, sperando che faccia scomparire Onslaught stesso. Alla fine dell'evento la Bestia effettuerà un'operazione sul corpo del criminale rimuovendo la parte del cervello di Xavier che verrà bruciata dalla Torcia Umana per evitare finisca in mani sbagliate.

### Ritorno
Si scoprirà che la forma astrale di Xavier, dopo la sua morte in AVX, è rimasta intrappolata sul piano astrale a causa del Re delle Ombre. Dopo anni di prigionia, il Professor X imbroglierà il suo carceriere riuscendo a portare Rogue, Mystica e Fantomex e liberarsi. Fantomex si sacrificherà lasciando che Xavier prenda possesso del suo corpo e possa così tornare nel mondo reale. Con un corpo nuovo e giovane, Xavier deciderà di ribattezzarsi semplicemente "X".

## Poteri e abilità
Il Professor X è un mutante che possiede vasti poteri telepatici, ed è tra i più forti e potenti telepati dell'Universo Marvel. Nei film sugli X-Men è classificato come un mutante di classe 4. Egli è in grado di percepire i pensieri degli altri o proiettare i propri pensieri in un raggio di circa 250 miglia (400 chilometri). La telepatia di Xavier ha una volta coperto il mondo intero; ma Magneto ha modificato il campo elettromagnetico della Terra per limitare la sua gamma telepatica. Quando non era sulla Terra, le sue capacità telepatiche lo hanno portato ad entrare in contatto mentale universale con più razze aliene. Può imparare le lingue straniere leggendo i centri del linguaggio del cervello di qualcuno in esse abile, e alternativamente "insegnare" lingue agli altri nello stesso modo. Xavier una volta ha formato un nuovo gruppo di mutanti mentalmente: in poche ore ha ricreato nella loro mente mesi di esperienza e di allenamento.
Gli ampi poteri psionici e telepatici di Xavier gli permettono di leggere le menti e i ricordi degli altri, avvertire le emozioni e le sensazioni di chi lo circonda, manipolare le menti degli altri, deviare le loro menti per rendersi invisibile, creare illusioni mentali potenti, causare la perdita di particolari ricordi o amnesia totale, e indurre dolore o temporanea paralisi mentale e/o fisica in altri. A distanza ravvicinata può manipolare quasi qualsiasi numero di menti con facilità. Tuttavia, il pieno possesso di un'altra mente gli è consentito solo al ritmo di una alla volta, e solo se si trova in vicinanza fisica di questa. Inoltre, non può permanentemente "riprogrammare" le menti umane fino a far credere loro totalmente ciò che vuole: a sua detta la mente è un organismo che ricorda sempre i passi che sono stati necessari per raggiungere il presente e quindi "riscrive" se stessa alla impostazione originale se si cerca di cambiarla. Tuttavia, una volta Xavier ha riprogrammato la mente di Wolverine e tale riprogrammazione è durata diversi anni, nonostante il fattore rigenerante del lupoide lavorasse per correggere il cambiamento della sua mente in maniera molto più rapida di quanto accade negli esseri umani o nella stragrande maggioranza degli altri mutanti. Xavier è uno dei pochi telepati abbastanza qualificati per comunicare con gli animali e persino condividere le loro percezioni. Può anche telepaticamente togliere o modificare le funzioni di controllo naturali delle persone, del corpo e dei sensi, come la vista, l'udito, l'olfatto, il gusto, o anche i poteri dei mutanti. Un effetto secondario della sua telepatia è che è dotato di una memoria eidetica.
È in grado di proiettare dalla sua mente i "bulloni", composti di energia psichica che gli permettono di mandare la mente di un'altra persona in stato di incoscienza, infliggere traumi mentali, o persino causare morte.
Il Professor X può proiettare la sua forma astrale in una dimensione psichica chiamata "piano astrale". Qui può creare oggetti, controllare i suoi dintorni e controllare e distruggere le forme astrali di altri. Non può però proiettare tale forma astrale su lunghe distanze.
Ed Brubaker ha affermato che, dopo essere stato de-potenziato da Scarlet e poi ri-potenziato dal Cristallo M'Kraan, Xavier ha ulteriormente aumentato i suoi poteri.
Durante i suoi viaggi in Asia, Xavier ha appreso le arti marziali. In combinazione con i suoi poteri queste lo rendono un pericoloso combattente a mani nude, in quanto egli è in grado di rilevare le intenzioni degli altri e di contrastarle con efficienza sovrumana. Ha anche una vasta conoscenza dei punti di pressione, è anche in grado di aumentare la propria forza utilizzando i suoi poteri telepatici.
Come detto nell'introduzione, è estremamente intelligente e un luminare in molti campi delle scienze (in particolare genetica, mutazione e psiche) e possiede una notevole esperienza in altre scienze. Ha un grande talento nella progettazione di attrezzature per l'utilizzo e il potenziamento dei poteri telepatici (compresa Cerebro). È inoltre versato nella tattica e nella strategia. 
Come Magneto è uno dei mutanti più potenti dell'Universo Marvel.

## Il lato oscuro di Xavier
Nel corso degli anni, Charles Xavier ha preso alcune decisioni discutibili, utilizzando i suoi poteri psichici per realizzare i propri interessi, dimostrando di non aver sempre avuto un certo rigore morale.
- Liberò il mostro Onslaught, manifestazione del suo lato oscuro e violento.
- La prima volta che venne a sapere dell'esistenza di Krakoa, Xavier formò una seconda squadra di X-Men comprendente Petra, Sway, Darwin e il fratello segreto di Ciclope, Vulcan, per soccorrere la squadra originale, ma essi si rivelarono troppo inesperti e morirono. Xavier cancellò dalla mente di chiunque il ricordo di questo team e ne formò un terzo, quello composto da Tempesta, Colosso, Wolverine ecc., senza mai menzionare a nessuno l'esistenza (e il fallimento) della squadra precedente.
- Sempre in quel periodo, fu lui a cancellare la memoria di Wolverine, per liberarlo dal controllo di Romulus e farlo unire alla sua squadra. Il reale motivo di questa decisione fu il fatto che Xavier aveva bisogno di un elemento valido nel suo gruppo, non per aiutare Logan.

## Altre versioni

### Ultimate
Il Professor X appare anche in Ultimate X-Men, dove pare che sia stato reso paralitico da Magneto, dal quale viene ucciso nel crossover Ultimatum. Questa versione appare più giovanile dell'originale e le sue capacità non si limitano alla potentissima telepatia: in questo universo Xavier è infatti dotato anche di una debole telecinesi.

### Amalgam
Nella versione Amalgam Charles Xavier è l'alter ego del Dottor Strangefate, personaggio nato dalla fusione tra il professor X con i due maghi supremi dei due universi: il Dottor Strange della Marvel e il Dottor Fate della DC Comics.

## Altri media

### Animazione
Il personaggio è apparso nelle seguenti serie animate:
- The Marvel Super Heroes (1966)
- L'Uomo Ragno e i suoi fantastici amici (1981)
- L'audacia degli X-Men (1989)
- Insuperabili X-Men del 1992 doppiato da Cedric Smith[12] e in italiano da Enrico Maggi
- Spider-Man - L'Uomo Ragno (1994)
- X-Men: Evolution (2000)
- Wolverine e gli X-Men (2009)
- Super Hero Squad Show (2009)
- X-Men '97 (2024)

#### Anime
- X-Men (2011)
- Disk Wars: Avengers (2014)

#### Motion Comic
Il personaggio è anche apparso nella serie in motion comic dal titolo Astonishing X-Men: Gifted.

### Cinema

#### Serie di filmX-Men
Il professor Charles Xavier è il protagonista della serie di film X-Men ed è interpretato da Patrick Stewart nei panni di uno Xavier maturo e anziano, mentre nella sua versione più giovane è impersonato da James McAvoy. Il personaggio compare in:
- X-Men (2000)[13]
- X-Men 2 (X2, 2003)[13]
- X-Men - Conflitto finale (X-Men: The Last Stand, 2006)[13]
- X-Men le origini - Wolverine (X-Men Origins: Wolverine, 2009)[14]
- X-Men - L'inizio (X-Men: First Class, 2011)[15]
- Wolverine - L'immortale (The Wolverine, 2013)[16]
- X-Men - Giorni di un futuro passato (X-Men: Days of Future Past, 2014)[17]
- X-Men - Apocalisse (X-Men: Apocalypse, 2016)[18]
- Logan: The Wolverine (Logan, 2017)[19]
- Deadpool 2 (2018)[20]
- X-Men: Dark Phoenix (Dark Phoenix, 2019)[18]

#### Marvel Cinematic Universe
- Il professor Charles Xavier compare anche nel ventottesimo film del Marvel Cinematic Universe Doctor Strange nel Multiverso della Follia (2022), interpretato dallo stesso attore britannico Patrick Stewart. In questa versione del personaggio è il leader degli Illuminati, una squadra segreta dei supereroi più potenti dell'altro universo alternativo catalogato come la Terra-838. Nella scena successiva, dopo aver incoraggiato al Dottor Strange dell'universo principale dell'MCU di compiere la sua missione nel multiverso, insieme con la giovane America Chavez, Wong e Christine Palmer (scienziata della Terra-838), tenterà di leggere la mente di Wanda Maximoff per liberarla dal controllo di Scarlet Witch ma purtroppo verrà brutalmente ucciso dalla strega, assieme al resto della sua squadra (tutti tranne Mordo). Xavier è raffigurato con il suo iconico abito verde e la sua sedia volante gialla molto simile alla serie animata Insuperabili X-Men. Questo lungometraggio cinematografico segna anche la terza morte del personaggio dopo le due precedenti sorti nei film X-Men - Conflitto finale e Logan: The Wolverine.
- Il Professor X della Terra-TRN1225 viene anche brevemente menzionato dalla Bestia nel film The Marvels (2023).
- Il Professor X della Terra-TRN1400 viene nuovamente menzionato da Wolverine nel film Deadpool & Wolverine (2024).
- Il professor Charles Xavier riapparirà nuovamente nel film Avengers: Doomsday (2026).
- Il professor X viene menzionato in Deadpool.
- Il progessor X appare in un cameo in deadpool 2.

### Televisione
Il personaggio compare nella terza stagione di Legion Intrepretato da Harry Lloyd.

### Videogiochi
Il personaggio è apparso in Marvel: La Grande Alleanza e Marvel: La Grande Alleanza 3 - L'Ordine Nero come personaggio non giocabile; in X-Men Legends II: L'Era di Apocalisse e Marvel: Sfida dei campioni è invece giocabile.